# Plagioscion montei
Plagioscion montei is een straalvinnige vissensoort uit de familie van de ombervissen (Sciaenidae). De wetenschappelijke naam van de soort is voor het eerst geldig gepubliceerd in 2000 door Soares & Casatti.